# Gravity of Love
Gravity of Love е първият сингъл от четвъртия студиен албум „The Screen Behind the Mirror“ на немската ню ейдж/електронна група Енигма. Песента е издадена на 15 ноември 1999 от Virgin Records/EMI. Това е първата от единствените две песни издадени от този албум.
Песента включва Рут-Ан Бойл от английската трип-хоп група Olive като вокалистка, а основният семпъл, който е използван е от кантатата „Кармина Бурана“ на Карл Орф. Бийтът на песента е преработка на мелодията от „When the Levee Breaks“ на Лед Цепелин, първоначално използвана в песента „Return to Innocence“.
Видеото към песента е заснето в Villa Вагнер I (проектирана от известния архитект Ото Вагнер) в Пенцинг, квартал във Виена, Австрия от режисьора Томас Джоб. Клипът показва маскарад през 1930-те, по време на който страстта се разгорещява и някои от присъстващите ѝ се отдават. Някои от сцените са вдъхновени от култовия филм на Стенли Кубрик „Широко затворени очи“.

## Песни
1. Radio Edit – 3:58
2. Judgement Day Club Mix – 6:12
3. Dark Vocal Club Mix – 6:36